# Natalia Cigliuti
Natalia Cigliuti (6 september 1978) is een Amerikaans actrice, afkomstig uit Uruguay.
Cigliuti begon als kindster als tiener Lindsay Warner in de televisieserie Saved by the Bell: The New Class in 1993. Ze speelde in de serie voor drie seizoenen. Hierdoor kreeg ze al gauw terugkerende of vaste rollen in andere televisieseries, waaronder Beverly Hills, 90210 (1997), Pacific Palisades (1997), Odd Man Out (1999-2000) en The Random Years.
Van februari 2004 tot en met maart 2006 was ze in de soapserie All My Children te zien. Ze werd ontslagen toen haar karakter geen nieuw verhaallijn meer kon krijgen.
Cigliuti had ook gastrollen in bekende televisieseries, waaronder Unhappily Ever After (1997), That '70s Show (2000), Sabrina, the Teenage Witch (2000), V.I.P. (2000) en CSI: Miami (2003).
Een carrière in de filmindustrie ging Cigliuti nooit goed af. De meeste films waarin ze speelt zijn nooit wereldwijd uitgebracht. Haar rol in de bioscoopfilm Joe Dirt (2001) was minimaal.
Cigliuti trouwde op 24 juli 2004 met Rob Rizzo. Op 2 juli 2005 kregen ze een zoon. Ze noemden hem Kaden Robert.
- Biblioteca Nacional de España: XX1013909
- Bibliothèque nationale de France: cb155723652 (data)
- International Standard Name Identifier: 0000 0003 6108 0959
- Library of Congress Control Number: no2015093756
- Système universitaire de documentation: 148448399
- Virtual International Authority File: 223449243
- WorldCat: E39PBJyCM9tbdKWrT6kpvpkCcP